# Pholcus
Pholcus là một chi nhện trong họ Pholcidae.

## Các loài
Các loài trong chi này gồm:
- Pholcus abstrusus Yao & Li, 2012 — China
- Pholcus acutulus Paik, 1978 — Korea
- Pholcus aduncus Yao & Li, 2012 — China
- Pholcus afghanus Senglet, 2008 — Afghanistan
- Pholcus agilis Yao & Li, 2012 — China
- Pholcus alagarkoil (Huber, 2011) — India
- Pholcus alloctospilus Zhu & Gong, 1991 — China
- Pholcus alpinus Yao & Li, 2012 — China
- Pholcus alticeps Spassky, 1932 — Poland to Russia, Iran
- Pholcus amani Huber, 2011 — Tanzania
- Pholcus anachoreta Dimitrov & Ribera, 2006 — Canary Islands
- Pholcus ancoralis L. Koch, 1865 — Ryukyu Islands to Hawaii, New Caledonia, Marquesas Islands, Rapa
- Pholcus anlong Chen, Zhang & Zhu, 2011 — China
- Pholcus arayat Huber, 2011 — Philippines
- Pholcus arcuatilis Yao & Li, 2013 — Laos
- Pholcus arkit Huber, 2011 — Central Asia
- Pholcus armeniacus Senglet, 1974 — Iran
- Pholcus arsacius Senglet, 2008 — Iran
- Pholcus attuleh Huber, 2011 — Cameroon
- Pholcus auricularis Zhang, Zhang & Liu, 2016 — China
- Pholcus babao Tong & Li, 2010 — China
- Pholcus baguio Huber, 2016 — Philippines
- Pholcus bailongensis Yao & Li, 2012 — China
- Pholcus bajia (Lu, Yao & He, 2022) — China
- Pholcus baka Huber, 2011 — West, Central Africa
- Pholcus bakweri Huber, 2011 — Bioko, Cameroon
- Pholcus baldiosensis Wunderlich, 1992 — Canary Islands
- Pholcus bamboutos Huber, 2011 — Cameroon
- Pholcus bangfai Huber, 2011 — Laos
- Pholcus bantouensis Yao & Li, 2012 — China
- Pholcus bat Lan & Li, 2021 — China
- Pholcus batepa Huber, 2011 — Sao Tome
- Pholcus beijingensis Zhu & Song, 1999 — China
- Pholcus berlandi Millot, 1941 — Senegal
- Pholcus bessus Zhu & Gong, 1991 — China
- Pholcus bicornutus Simon, 1892 — Philippines
- Pholcus bidentatus Zhu et al., 2005 — China, Laos
- Pholcus bifidus Yao, Pham & Li, 2015 — Vietnam
- Pholcus bikilai Huber, 2011 — Ethiopia
- Pholcus bimbache Dimitrov & Ribera, 2006 — Canary Islands
- Pholcus bing Yao & Li, 2012 — China
- Pholcus bolikhamsai Huber, 2011 — Laos
- Pholcus bourgini Millot, 1941 — Guinea
- Pholcus brevis Yao & Li, 2012 — China
- Pholcus bulacanensis Yao & Li, 2017 — Philippines (Luzon)
- Pholcus caecus Yao, Pham & Li, 2015 — Vietnam
- Pholcus calcar Wunderlich, 1987 — Canary Islands
- Pholcus calligaster Thorell, 1895 — Myanmar, Nepal
- Pholcus camba Huber, 2011 — Sulawesi
- Pholcus caspius Senglet, 2008 — Iran
- Pholcus ceheng Chen, Zhang & Zhu, 2011 — China
- Pholcus cenranaensis Yao & Li, 2016 — Indonesia (Sulawesi)
- Pholcus ceylonicus O. Pickard-Cambridge, 1869 — Sri Lanka, possibly Malaysia
- Pholcus chang Yao & Li, 2012 — China
- Pholcus changchi Yao, Li & Lu, 2022 — China
- Pholcus chappuisi Fage, 1936 — Kenya
- Pholcus chattoni Millot, 1941 — Guinea, Ivory Coast
- Pholcus cheaha Huber, 2011 — USA
- Pholcus chengde Yao, Li & Lu, 2022 — China
- Pholcus cheongogensis Kim & Ye, 2015 — Korea
- Pholcus chevronus Yin, Xu & Bao, 2012 — China
- Pholcus chiakensis  Seo, 2014 — Korea
- Pholcus chicheng Tong & Li, 2010 — China
- Pholcus chilgapsanensis J. G. Lee & J. H. Lee, 2021 — Korea
- Pholcus choctaw Huber, 2011 — USA
- Pholcus chuncheonensis J. G. Lee, Choi & S. K. Kim, 2021 — Korea
- Pholcus circularis Kraus, 1960 — Sao Tome
- Pholcus clavatus Schenkel, 1936 — China
- Pholcus clavimaculatus Zhu & Song, 1999 — China
- Pholcus cophenius Senglet, 2008 — Afghanistan
- Pholcus corcho Wunderlich, 1987 — Canary Islands
- Pholcus corniger Dimitrov & Ribera, 2006 — Canary Islands
- Pholcus crassipalpis Spassky, 1937 — Bulgaria, Ukraine, Russia (Europe, Caucasus), Turkey, Kazakhstan
- Pholcus crassus Paik, 1978 — Korea
- Pholcus creticus Senglet, 1971 — Crete
- Pholcus crypticolenoides Kim, Lee & Lee, 2015 — Korea
- Pholcus crypticolens Bösenberg & Strand, 1906 — Japan
- Pholcus cuneatus Yao & Li, 2012 — China
- Pholcus curvus Zhang, Zhang & Liu, 2016 — China
- Pholcus dade Huber, 2011 — USA
- Pholcus dali Zhang & Zhu, 2009 — China
- Pholcus datan Tong & Li, 2010 — China
- Pholcus datong (Yao, Li & Lu, 2022) — China
- Pholcus debilis (Thorell, 1899) — Bioko, Cameroon
- Pholcus decorus Yao & Li, 2012 — China
- Pholcus dentatus Wunderlich, 1995 — Madeira
- Pholcus deunggolensis Kim & Kim, 2016 — Korea
- Pholcus dieban Yao & Li, 2012 — China
- Pholcus difengensis Yao & Li, 2016 — China
- Pholcus dixie Huber, 2011 — USA
- Pholcus djelalabad Senglet, 2008 — Afghanistan, India
- Pholcus dongxue Yao & Li, 2017 — Thailand
- Pholcus doucki Huber, 2011 — Guinea
- Pholcus duan Yao & Li, 2017 — Thailand
- Pholcus dungara Huber, 2001 — Queensland
- Pholcus edentatus Campos & Wunderlich, 1995 — Canary Islands
- Pholcus elymaeus Senglet, 2008 — Iran
- Pholcus exilis Tong & Li, 2010 — China
- Pholcus extumidus Paik, 1978 — Korea, Japan
- Pholcus fagei (Kratochvíl, 1940) — Kenya
- Pholcus faveauxi (Lawrence, 1967) — Congo
- Pholcus fengcheng Zhang & Zhu, 2009 — China
- Pholcus fengning (Yao, Li & Lu, 2022) — China
- Pholcus foliaceus Peng & Zhang, 2013 — China
- Pholcus fragillimus Strand, 1907 — Sri Lanka, India to Japan
- Pholcus fuerteventurensis Wunderlich, 1992 — Canary Islands, Morocco
- Pholcus gaizhou Yao & Li, 2021 — China
- Pholcus gajiensis Seo, 2014 — Korea
- Pholcus ganziensis Yao & Li, 2012 — China
- Pholcus gaoi Song & Ren, 1994 — China
- Pholcus genuiformis Wunderlich, 1995 — Algeria
- Pholcus gomerae Wunderlich, 1980 — Canary Islands
- Pholcus gonggarensis Yao & Li, 2016 — China
- Pholcus gosuensis Kim & Lee, 2004 — Korea
- Pholcus gracillimus Thorell, 1890 — Malaysia, Singapore, Sumatra, Java
- Pholcus guadarfia Dimitrov & Ribera, 2007 — Canary Islands
- Pholcus guangling (Yao, Li & Lu, 2022) — China
- Pholcus guani Song & Ren, 1994 — China
- Pholcus guanshui Yao & Li, 2021 — China
- Pholcus gui Zhu & Song, 1999 — China
- Pholcus guineensis Millot, 1941 — Guinea, Sierra Leone
- Pholcus hamaensis Yao & Li, 2016 — China
- Pholcus hamatus Tong & Ji, 2010 — China
- Pholcus hamuchal Yao & Li, 2020 — Pakistan
- Pholcus harveyi Zhang & Zhu, 2009 — China
- Pholcus helenae Wunderlich, 1987 — Canary Islands
- Pholcus henanensis Zhu & Mao, 1983 — China
- Pholcus hieroglyphicus Pavesi, 1883 — Eritrea
- Pholcus higoensis Irie & Ono, 2008 — Japan
- Pholcus hinsonensis Yao & Li, 2016 — Thailand
- Pholcus hochiminhi Yao, Pham & Li, 2015 — Vietnam
- Pholcus hoyo Huber, 2011 — Congo
- Pholcus huailai Yao, Li & Lu, 2022 — China
- Pholcus huapingensis Yao & Li, 2012 — China
- Pholcus huberi Zhang & Zhu, 2009 — China
- Pholcus hunyuan (Yao, Li & Lu, 2022) — China
- Pholcus huoxiaerensis Yao & Li, 2016 — China
- Pholcus hyrcanus Senglet, 1974 — Iran
- Pholcus hytaspus Senglet, 2008 — Iran
- Pholcus imbricatus Yao & Li, 2012 — China
- Pholcus incheonensis J. G. Lee & J. H. Lee, 2021 — Korea
- Pholcus intricatus Dimitrov & Ribera, 2003 — Canary Islands
- Pholcus jaegeri Huber, 2011 — Laos
- Pholcus jiaotu Yao & Li, 2012 — China
- Pholcus jiguanshan Yao & Li, 2021 — China
- Pholcus jindongensis Seo, 2018 — Korea
- Pholcus jingnan Yao & Li, 2020 — China
- Pholcus jingyangensis Yao & Li, 2016 — China
- Pholcus jinniu Tong & Li, 2010 — China
- Pholcus jinwum Huber, 2001 — Queensland
- Pholcus jiulong Tong & Li, 2010 — China
- Pholcus jiuwei Tong & Ji, 2010 — China China
- Pholcus jixianensis Zhu & Yu, 1983 — China
- Pholcus joreongensis Seo, 2004 — Korea
- Pholcus jusahi Huber, 2011 — USA
- Pholcus juwangensis Seo, 2014 — Korea
- Pholcus kaebyaiensis Yao & Li, 2016 — Thailand
- Pholcus kakum Huber, 2009 — Ghana, Ivory Coast, Guinea, Congo
- Pholcus kalam Yao & Li, 2020 — Pakistan
- Pholcus kamkaly Huber, 2011 — Kazakhstan
- Pholcus kandahar Senglet, 2008 — Afghanistan
- Pholcus kangding Zhang & Zhu, 2009 — China
- Pholcus kapuri Tikader, 1977 — Andaman Islands
- Pholcus karawari Huber, 2011 — New Guinea
- Pholcus kawit Huber, 2016 — Philippines
- Pholcus kihansi Huber, 2011 — Tanzania
- Pholcus kimi Song & Zhu, 1994 — China, Laos
- Pholcus kindia Huber, 2011 — Guinea
- Pholcus kingi Huber, 2011 — USA
- Pholcus knoeseli Wunderlich, 1992 — Canary Islands
- Pholcus koah Huber, 2001 — Queensland
- Pholcus koasati Huber, 2011 — USA
- Pholcus kohi Huber, 2011 — Malaysia, Singapore, Sumatra
- Pholcus krachensis Yao & Li, 2016 — Thailand
- Pholcus kribi Huber, 2011 — Cameroon
- Pholcus kuaile (Yao, Li & Lu, 2022) — China
- Pholcus kui Yao & Li, 2012 — China
- Pholcus kunming Zhang & Zhu, 2009 — China
- Pholcus kwamgumi Huber, 2011 — Kenya, Tanzania
- Pholcus kwanaksanensis Namkung & Kim, 1990 — Korea
- Pholcus kwangkyosanensis Kim & Park, 2009 — Korea
- Pholcus kyondo Huber, 2011 — Congo
- Pholcus laksao Huber, 2011 — Laos
- Pholcus lamperti Strand, 1907 — Tanzania, possibly Zanzibar
- Pholcus langensis Yao & Li, 2016 — China
- Pholcus lanieri Huber, 2011 — USA
- Pholcus leruthi Lessert, 1935 — Congo, East Africa
- Pholcus lexuancanhi Yao, Pham & Li, 2012 — Vietnam
- Pholcus lijiangensis Yao & Li, 2012 — China
- Pholcus lilangai Huber, 2011 — Tanzania
- Pholcus lingguanensis Yao & Li, 2016 — China
- Pholcus lingulatus Gao, Gao & Zhu, 2002 — China
- Pholcus linzhou Zhang & Zhang, 2000 — China
- Pholcus liui Yao & Li, 2012 — China
- Pholcus liutu Yao & Li, 2012 — China
- Pholcus longlin Yao & Li, 2020 — China
- Pholcus longus Yao & Li, 2016 — China
- Pholcus longxigu Yao & Li, 2021 — China
- Pholcus lualaba Huber, 2011 — Congo
- Pholcus luanping (Yao & Li, 2022) — China
- Pholcus luding Tong & Li, 2010 — China
- Pholcus luki Huber, 2011 — Congo
- Pholcus luoquanbei Yao & Li, 2021 — China
- Pholcus lupanga Huber, 2011 — Tanzania
- Pholcus luya Peng & Zhang, 2013 — China
- Pholcus madeirensis Wunderlich, 1987 — Madeira
- Pholcus magnus Wunderlich, 1987 — Madeira
- Pholcus malpaisensis Wunderlich, 1992 — Canary Islands
- Pholcus manueli Gertsch, 1937 — Kazakhstan, Turkmenistan, Russia (Far East), China, Korea, Japan. Introduced to USA
- Pholcus mao Yao & Li, 2012 — China
- Pholcus maronita Brignoli, 1977 — Lebanon
- Pholcus mascaensis Wunderlich, 1987 — Canary Islands
- Pholcus maxian Lu, Yang & He, 2021 — China
- Pholcus mazumbai Huber, 2011 — Tanzania
- Pholcus mbuti Huber, 2011 — Congo
- Pholcus mecheria Huber, 2011 — Algeria
- Pholcus medicus Senglet, 1974 — Iran
- Pholcus medog Zhang, Zhu & Song, 2006 — China, India
- Pholcus mengla Song & Zhu, 1999 — China
- Pholcus mentawir Huber, 2011 — Borneo
- Pholcus metta Huber, 2019 — Sri Lanka
- Pholcus mianshanensis Zhang & Zhu, 2009 — China
- Pholcus mirabilis Yao & Li, 2012 — China
- Pholcus mixiaoqii Xu, Zhang & Yao, 2019 — China
- Pholcus moca Huber, 2011 — Bioko, Cameroon
- Pholcus montanus Paik, 1978 — Korea
- Pholcus multidentatus Wunderlich, 1987 — Canary Islands
- Pholcus mulu Huber, 2016 — Philippines
- Pholcus muralicola Maughan & Fitch, 1976 — USA
- Pholcus musensis Yao & Li, 2016 — Thailand
- Pholcus nagasakiensis Strand, 1918 — Japan
- Pholcus namkhan Huber, 2011 — Laos
- Pholcus negara Huber, 2011 — Bali
- Pholcus nenjukovi Spassky, 1936 — Central Asia
- Pholcus ningan Yao & Li, 2018 — China
- Pholcus nkoetye Huber, 2011 — Cameroon
- Pholcus nodong Huber, 2011 — Korea
- Pholcus obscurus Yao & Li, 2012 — China
- Pholcus oculosus Zhang & Zhang, 2000 — China
- Pholcus okgye Huber, 2011 — Korea
- Pholcus olangapo Huber, 2016 — Philippines
- Pholcus opilionoides (Schrank, 1781) — Europe to Azerbaijan
- Pholcus ornatus Bösenberg, 1895 — Canary Islands
- Pholcus otomi Huber, 2011 — Japan
- Pholcus ovatus Yao & Li, 2012 — China
- Pholcus pagbilao Huber, 2011 — Philippines
- Pholcus pajuensis J. G. Lee, Choi & S. K. Kim, 2021 — Korea
- Pholcus palgongensis Seo, 2014 — Korea
- Pholcus papilionis Peng & Zhang, 2011 — China
- Pholcus papillatus Zhang, Zhang & Liu, 2016 — China
- Pholcus paralinzhou Zhang & Zhu, 2009 — China
- Pholcus parayichengicus Zhang & Zhu, 2009 — China
- Pholcus parkyeonensis Kim & Yoo, 2009 — Korea
- Pholcus parthicus Senglet, 2008 — Iran
- Pholcus parvus Wunderlich, 1987 — Madeira
- Pholcus pennatus Zhang, Zhu & Song, 2005 — China
- Pholcus persicus Senglet, 1974 — Iran
- Pholcus phalangioides (Fuesslin, 1775) — Cosmopolitan
- Pholcus phnombak Lan, Jäger & Li, 2021 — Cambodia
- Pholcus phoenixus Zhang & Zhu, 2009 — China
- Pholcus phungiformes Oliger, 1983 — Russia
- Pholcus piagolensis Seo, 2018 — Korea
- Pholcus ping Yao & Li, 2017 — Vietnam
- Pholcus pocheonensis J. G. Lee, Choi & S. K. Kim, 2021 — Korea
- Pholcus pojeonensis Kim & Yoo, 2008 — Korea
- Pholcus ponticus Thorell, 1875 — Romania, Bulgaria to China
- Pholcus punu Huber, 2014 — Gabon
- Pholcus puranappui Huber, 2019 — Sri Lanka
- Pholcus pyeongchangensis Seo, 2018 — Korea
- Pholcus qingchengensis Gao, Gao & Zhu, 2002 — China
- Pholcus qingyunensis Yao & Li, 2016 — China
- Pholcus quinghaiensis Song & Zhu, 1999 — China
- Pholcus rawiriae Huber, 2014 — Gabon
- Pholcus reevesi Huber, 2011 — USA
- Pholcus roquensis Wunderlich, 1992 — Canary Islands
- Pholcus ruteng Huber, 2011 — Flores
- Pholcus saaristoi Zhang & Zhu, 2009 — China
- Pholcus saidovi Yao & Li, 2017 — Tajikistan
- Pholcus sakaew Yao & Li, 2018 — Thailand
- Pholcus schawalleri Yao, Li & Jäger, 2014 — Philippines
- Pholcus seokmodoensis J. G. Lee & J. H. Lee, 2021 — China
- Pholcus seorakensis Seo, 2018 — Korea
- Pholcus seoulensis J. G. Lee & J. H. Lee, 2021 — Korea
- Pholcus shangrila Zhang & Zhu, 2009 — China
- Pholcus shenshi Yao & Li, 2021 — Korea
- Pholcus shuangtu Yao & Li, 2012 — China
- Pholcus shuguanensis Yao & Li, 2017 — Tajikistan
- Pholcus sidorenkoi Dunin, 1994 — Russia, Tajikistan
- Pholcus silvai Wunderlich, 1995 — Madeira
- Pholcus simbok Huber, 2011 — Korea
- Pholcus socheunensis Paik, 1978 — Korea
- Pholcus sogdianae Brignoli, 1978 — Central Asia
- Pholcus sokkrisanensis Paik, 1978 — Korea
- Pholcus songi Zhang & Zhu, 2009 — China
- Pholcus songkhonensis Yao & Li, 2016 — Thailand
- Pholcus songxian Zhang & Zhu, 2009 — China
- Pholcus soukous Huber, 2011 — Congo
- Pholcus spasskyi Brignoli, 1978 — Turkey
- Pholcus spiliensis Wunderlich, 1995 — Crete
- Pholcus spilis Zhu & Gong, 1991 — China
- Pholcus steineri Huber, 2011 — Laos
- Pholcus strandi Caporiacco, 1941 — Ethiopia
- Pholcus sublaksao Yao & Li, 2013 — Laos
- Pholcus sublingulatus Zhang & Zhu, 2009 — China
- Pholcus suboculosus Peng & Zhang, 2011 — China
- Pholcus subwuyiensis Zhang & Zhu, 2009 — China
- Pholcus suizhongicus Zhu & Song, 1999 — China
- Pholcus sumatraensis Wunderlich, 1995 — Sumatra
- Pholcus suraksanensis J. G. Lee & J. H. Lee, 2021 — Korea
- Pholcus sveni Wunderlich, 1987 — Canary Islands
- Pholcus taarab Huber, 2011 — Tanzania, Malawi
- Pholcus taibaiensis Wang & Zhu, 1992 — China
- Pholcus taibeli Caporiacco, 1949 — Ethiopia
- Pholcus taishan Song & Zhu, 1999 — China
- Pholcus taita Huber, 2011 — Kenya
- Pholcus tang (Yao & Li, 2012) — China
- Pholcus tangyuensis Yao & Li, 2016  — China
- Pholcus tenerifensis Wunderlich, 1987 — Canary Islands
- Pholcus thakek Huber, 2011 — Laos
- Pholcus tianmenshan Yao & Li, 2021 — China
- Pholcus tianmuensis Yao & Li, 2016 — China
- Pholcus tongi Yao & Li, 2012 — China
- Pholcus tongyaoi Wang & Yao, 2020 — China
- Pholcus triangulatus Zhang & Zhang, 2000 — China
- Pholcus tuoyuan Yao & Li, 2012 — China
- Pholcus turcicus Wunderlich, 1980 — Turkey
- Pholcus tuyan Yao & Li, 2012 — China
- Pholcus twa Huber, 2011 — East Africa
- Pholcus uiseongensis Seo, 2018 — Korea
- Pholcus umphang Yao & Li, 2018 — Thailand
- Pholcus unaksanensis J. G. Lee, Choi & S. K. Kim, 2021 — Korea
- Pholcus undatus Yao & Li, 2012 — China
- Pholcus uva Huber, 2019 — Sri Lanka
- Pholcus varirata Huber, 2011 — New Guinea
- Pholcus vatovae Caporiacco, 1940 — East Africa
- Pholcus velitchkovskyi Kulczynski, 1913 — Russia, Ukraine, Iran
- Pholcus vietnamensis Yao & Li, 2017 — Vietnam
- Pholcus viveki Sen et al., 2015 — China
- Pholcus wahehe Huber, 2011 — Tanzania
- Pholcus wangi Yao & Li, 2012 — China
- Pholcus wangjiang Yao & Li, 2021 — China
- Pholcus wangtian Tong & Ji, 2010 — China
- Pholcus wangxidong Zhang & Zhu, 2009 — China
- Pholcus woongil Huber, 2011 — Korea
- Pholcus wuling Tong & Li, 2010 — China
- Pholcus wuyiensis Zhu & Gong, 1991 — China
- Pholcus xianrendong Liu & Tong, 2015 — China
- Pholcus xiaotu Yao & Li, 2012 — China
- Pholcus xinglong (Yao, Li & Lu, 2022) — China
- Pholcus xingqi Yao & Li, 2021 — China
- Pholcus xingren Chen, Zhang & Zhu, 2011 — China
- Pholcus xingyi Chen, Zhang & Zhu, 2011 — China
- Pholcus xinzhou (Yao, Li & Lu, 2022) — China
- Pholcus yangi Zhang & Zhu, 2009 — China
- Pholcus yanjinensis Yao & Li, 2016 — China
- Pholcus yanqing (Yao, Li & Lu, 2022) — China
- Pholcus yaoshan Yao & Li, 2021 — China
- Pholcus yeoncheonensis m, Lee & Lee, 2015 — Korea
- Pholcus yeongwol Huber, 2011 — Korea
- Pholcus yi Yao & Li, 2012 — China
- Pholcus yichengicus Zhu, Tu & Shi, 1986 — China
- Pholcus yongshun Yao & Li, 2018 — China
- Pholcus yoshikurai Irie, 1997 — Japan
- Pholcus yuantu Yao & Li, 2012 — China
- Pholcus yugong Zhang & Zhu, 2009 — China
- Pholcus yuhuangshan Yao & Li, 2021 — China
- Pholcus yunnanensis Yao & Li, 2012 — China
- Pholcus yuxi Yao & Li, 2018 — China
- Pholcus zham Zhang, Zhu & Song, 2006 — China, Nepal
- Pholcus zhangae Zhang & Zhu, 2009 — China
- Pholcus zhaoi Yao, Pham & Li, 2015 — Vietnam
- Pholcus zhongdongensis Yao & Li, 2016 — China
- Pholcus zhui Yao & Li, 2012 — China
- Pholcus zhuolu Zhang & Zhu, 2009 — China
- Pholcus zichyi Kulczynski, 1901 — Russia, China, Korea